# Trøgstads kommun
Trøgstads kommun (norska: Trøgstad kommune) var en kommun i  Østfold fylke i sydöstra Norge. Den administrativa huvudorten var Trøgstad. 
Kommunen upphörde den 1 januari 2020, då den slogs ihop med fyra andra kommuner till Indre Østfolds kommun.

## Tätorter
- Skjønhaug
- Hamnås
- Båstad